# زوي لي
زوي لي (بالإنجليزية: Zoe Lee)‏ هي مجدفة بريطانية، ولدت في 15 ديسمبر 1985 في Richmond, North Yorkshire ‏ في المملكة المتحدة.

## وصلات خارجية
- زوي لي على موقع الاتحاد الدولي للتجديف (الإنجليزية)
- زوي لي على موقع اللجنة الأولمبية الدولية (الإنجليزية)
- زوي لي على موقع أوليمبيديا (الإنجليزية)
- زوي لي على موقع اللجنة الأولمبية البريطانية (الإنجليزية)